# Каліфорнійська республіка
Каліфорнійська республіка (також Республіка ведмежого прапора) — держава в Північній Америці, проголошена переселенцями з США 14 червня 1846. Проіснувала менше місяця.

## Історія

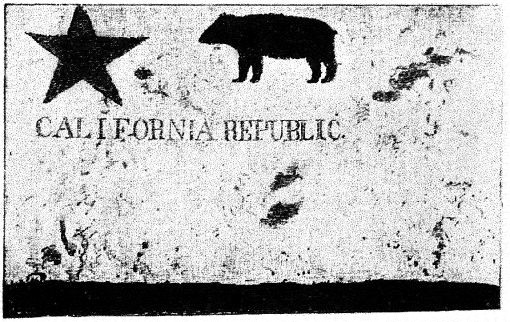
Оригінальний Прапор Каліфорнії, сфотографований у 1890.

13 травня 1846 почалася війна між Сполученими Штатами і Мексикою. Необізнані про це американські колоністи, що проживали в Каліфорнії, 14 червня 1846 збунтувалися за ініціативою капітана Джона Фремонта проти Мексики. Повстанці ув'язнили мексиканського коменданта Північної Каліфорнії і проголосили незалежну Каліфорнійську республіку зі столицею в Сономі. Президентом республіки став Вільям Ід. Його правління тривало 25 днів. 23 червня капітан Фремонт прийняв командування над збройними силами нової республіки, що нараховували 60 солдатів.
7 липня в Каліфорнії висадився американський флот, який повідомив про війну між Сполученими Штатами і Мексикою. Через 2 дні, 9 липня, повстанці ухвалили рішення про ліквідацію республіки та включення утвореного в ній Каліфорнійського батальйону під командуванням капітана Фремонта у війну з Мексикою на боці Сполучених Штатів.
Прапор республіки послужив зразком прапора штату Каліфорнія, а його оригінал був знищений під час землетрусу у Сан-Франциско в 1906 році.